# 奥尔索内特
奥尔索内特（法語：Orsonnette，法語發音：[ɔʁsɔnɛt]）是法国多姆山省的一个旧市镇，属于伊苏瓦尔区。2016年，奥尔索内特与市镇诺内特合并为新市镇诺内特-奥尔索内特。

## 地理
奥尔索内特（45°28'31"N, 3°17'57"E）面积3.05 平方千米，位于法国奥弗涅-罗讷-阿尔卑斯大区多姆山省，该省份为法国中南部省份，北起阿列省接壤，东临卢瓦尔省，南至上盧瓦爾省和康塔爾省，西接科雷兹省和克勒兹省。
与奥尔索内特接壤的市镇（或旧市镇、城区）包括：欧扎拉孔贝勒、博略、库兹河畔勒布勒伊、拉蒙日。

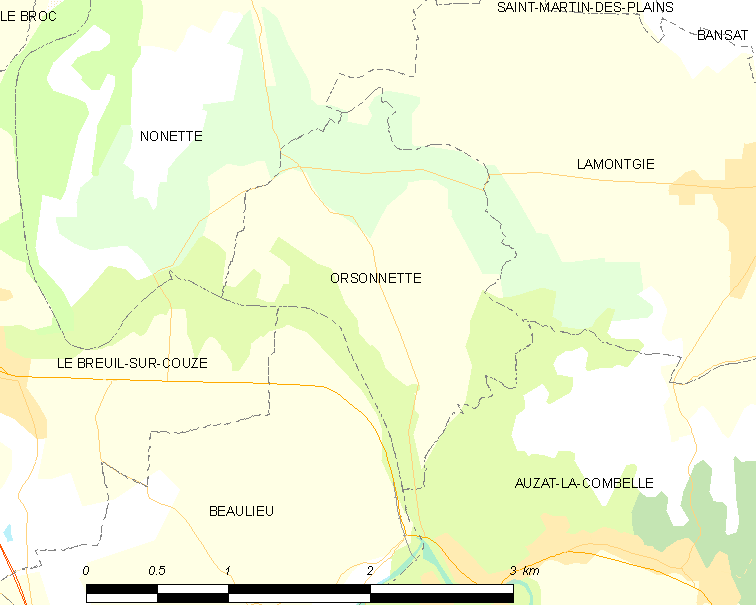
奥尔索内特的OSM定位图

奥尔索内特的时区为UTC+01:00、UTC+02:00（夏令时）。

## 行政
奥尔索内特的邮政编码为63340，INSEE市镇编码为63266。

## 政治
奥尔索内特所属的省级选区为布拉萨克莱米讷县。

## 人口

1962-2008年间奥尔索内特人口变化图示

奥尔索内特于2018年1月1日时的人口数量为226人。